# Noreña (kommunhuvudort)
Noreña är en kommunhuvudort i Spanien.   Den ligger i provinsen Province of Asturias och regionen Asturien, i den norra delen av landet, 400 km nordväst om huvudstaden Madrid. Noreña ligger 200 meter över havet och antalet invånare är 4 647.
Terrängen runt Noreña är kuperad åt sydost, men åt nordväst är den platt. Runt Noreña är det ganska tätbefolkat, med 230 invånare per kvadratkilometer. Närmaste större samhälle är Gijón, 16,2 km norr om Noreña. Omgivningarna runt Noreña är en mosaik av jordbruksmark och naturlig växtlighet.